# Arema FC
Az Arema Football Club egy indonéz labdarúgóklub, melynek székhelye Malangban található. A csapat jelenleg az indonéz első osztályban szerepel.

## Története
A klubot 1987-ben alapították Arek Malang Football Club néven. 2010-ben megnyerték az indonzén bajnokságot, ami történetük legnagyobb sikere. A 2010–11-es és 2013-as szezonban a második helyen végeztek.
2022. október 1-jén a Persebaya Surabaya elleni vereséggel végződő rangadót követően a hazai szurkolók a pályára özönlöttek és megtámadták az ott tartózkodó rendőröket, illetve a Persebaya játékosait. Ezt a rohamrendőrség könnygázzal próbálta visszaverni, aminek következtében egymást taposva próbáltak a stadionból menekülni a nézők és többen is megfulladtak a gáztól. Legalább 187-en meghaltak és több százan megsérültek.